# Tabarchini
I tabarchini sono gli abitanti dell'isola di San Pietro, comprendente il comune di Carloforte (unico centro abitato dell'isola) e quelli del comune di Calasetta, sulla vicina isola di Sant'Antioco, nella provincia della Sardegna meridionale.
Discendenti di coloni liguri stanziati nel XVI secolo nell'isola di Tabarca (Tunisia), da cui il nome, si trasferirono nelle isole del Sulcis alla metà del XVIII secolo, costituendo nel corso dei secoli una propria parlata, il tabarchino, affine al ligure, nonché i loro peculiari usi, tradizioni e gastronomia.

## Storia

### L'insediamento dei coloni liguri a Tabarca

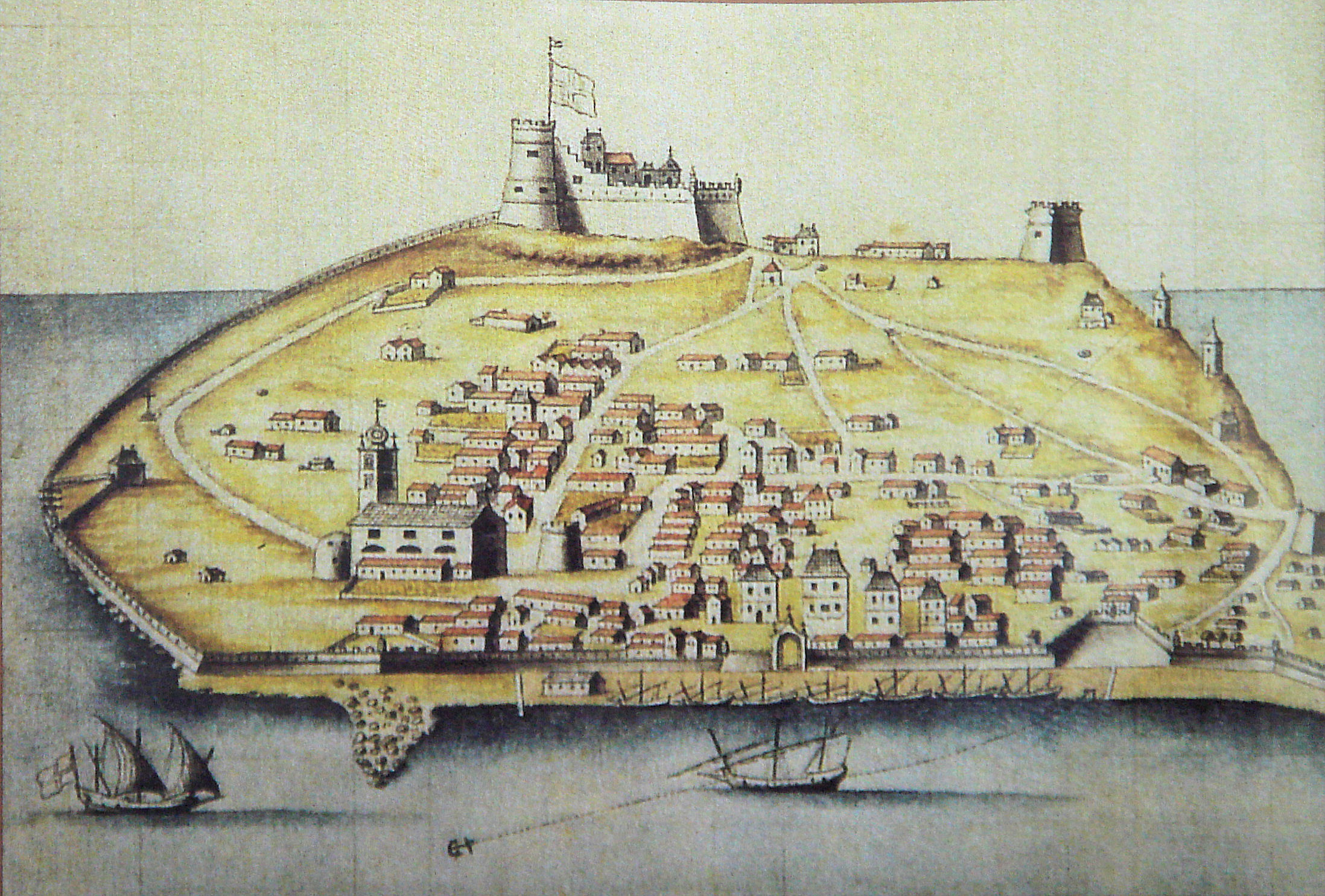
Veduta seicentesca dell'isola di Tabarca

La storia dei tabarchini ebbe inizio nel 1540 quando la famiglia genovese dei Lomellini ottenne in concessione dal bey di Tunisi la piccola isola di Tabarca, prospiciente alle coste tunisine e all'omonima città, allo scopo di praticarvi la pesca e il commercio del corallo. Secondo alcuni annalisti dell'epoca la concessione era dovuta al ruolo avuto dalla famiglia Lomellini nella liberazione del corsaro turco Dragut, catturato sulle coste della Corsica dal patrizio genovese Giannettino Doria; in realtà fu l'imperatore Carlo V, che in quegli anni aveva imposto il suo protettorato sul regno hafside di Tunisi, a concedere l'isola ai Lomellini.
Nel 1542 i Lomellini inviarono a Tabarca quasi trecento famiglie genovesi, la maggior parte provenienti da Pegli, dove essi avevano molteplici interessi e proprietà.
I coloni pegliesi diedero vita alla comunità che sarà detta "tabarchina" e che sarebbe rimasta sull'isola per due secoli, dedicandosi alla pesca del corallo, interamente acquistato dai Lomellini, che rivendendolo con un forte ricarico acquisirono da questo commercio ingenti ricchezze. Se il corallo rimaneva la principale fonte di reddito, i Lomellini grazie alla posizione strategica dell'isola e alle buone relazioni con le autorità locali instaurarono commerci con le popolazioni barbaresche acquistando anche altri prodotti, come cereali, olio, cera, lana e cuoio, che rivendevano in patria; questi commerci non interessavano tuttavia i coloni tabarchini, ma erano privilegio esclusivo degli amministratori dei Lomellini.
La comunità continuò a prosperare anche dopo la conquista della Tunisia da parte degli ottomani (1574), tuttavia l'esistenza della colonia non fu sempre tranquilla, sia per le mire dei francesi che volevano occupare l'isola che per le scorrerie dei pirati barbareschi. La situazione peggiorò per varie cause nella prima metà del XVIII secolo. Nel 1731 Stefano Lomellini cedette l'isola al cugino Giacomo. Le incursioni dei pirati, la diminuzione del banco corallifero dovuta allo sfruttamento intensivo e l'eccesso di popolazione portarono ad una diminuzione dei profitti.

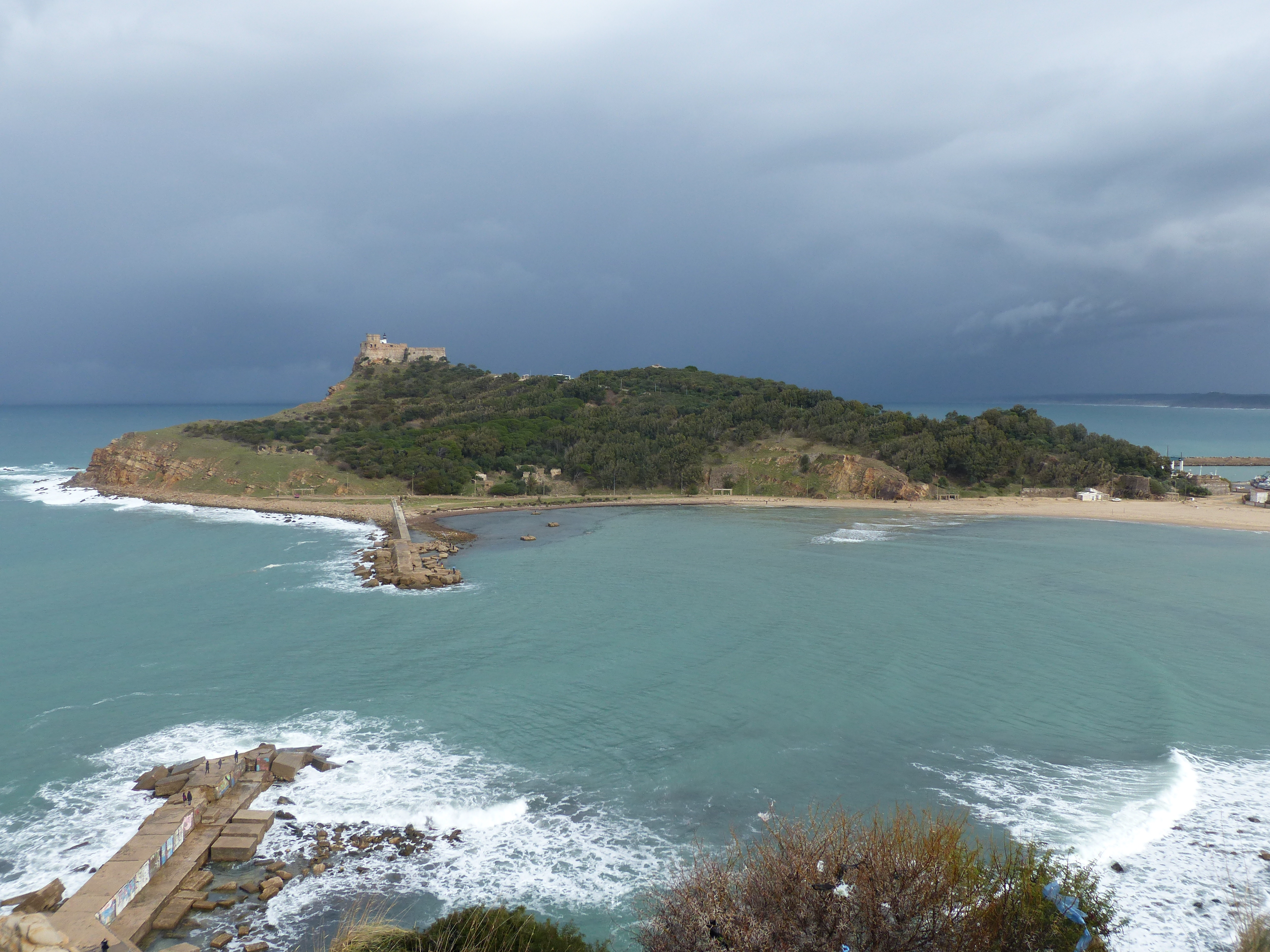
L'isola di Tabarca oggi
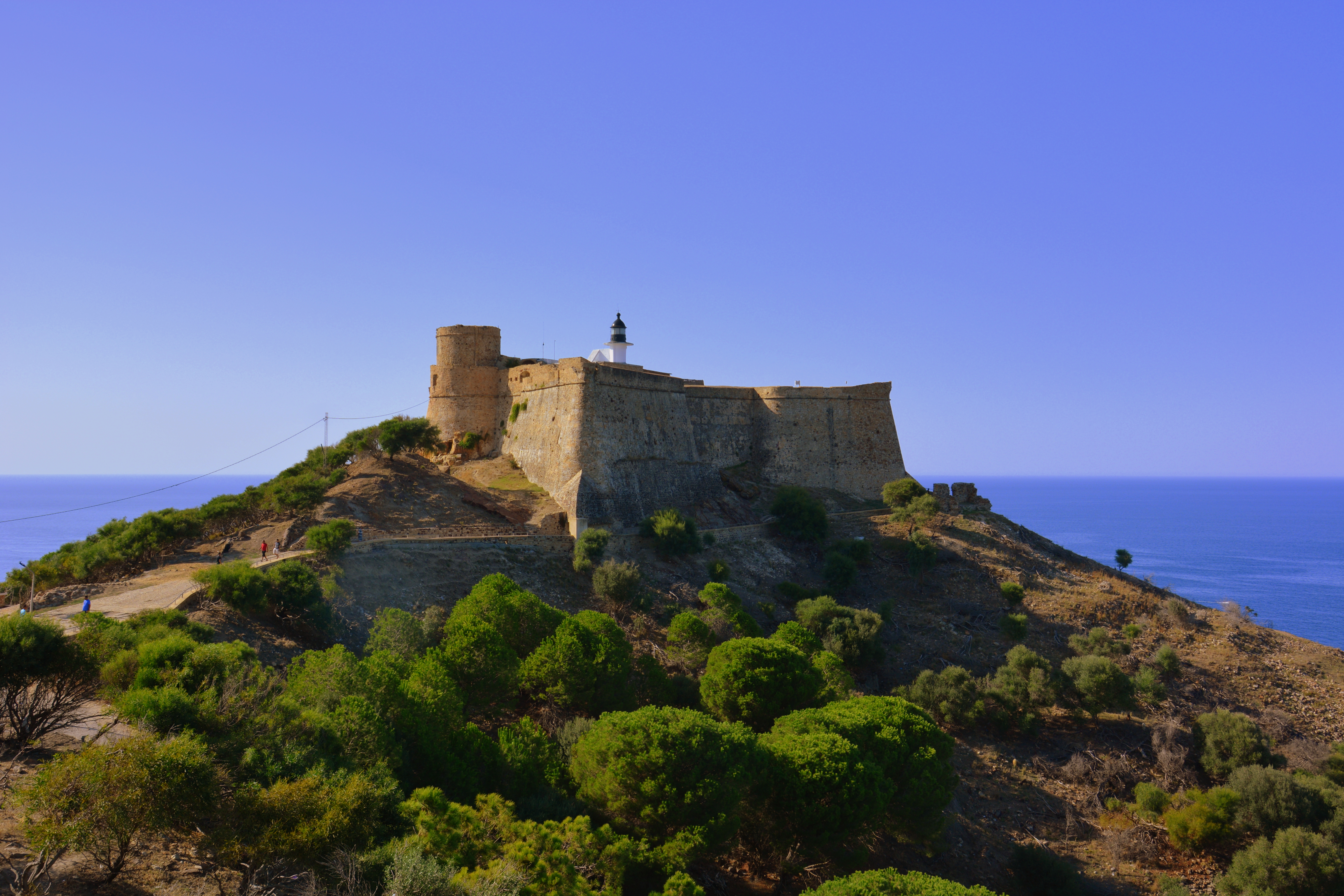
Il forte che domina l'isola
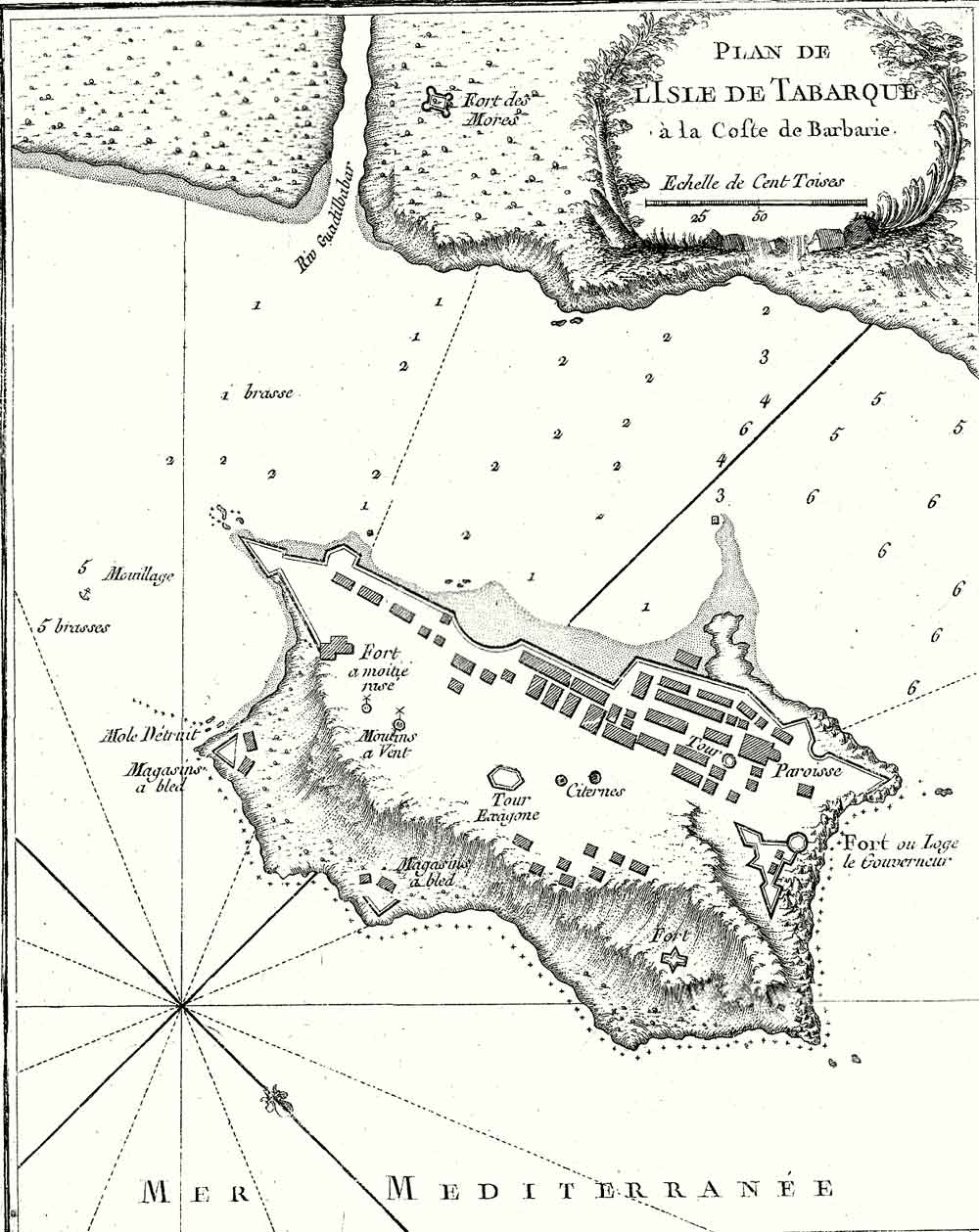
Pianta di Tabarca nel Settecento

### L'esodo dei tabarchini verso la Sardegna

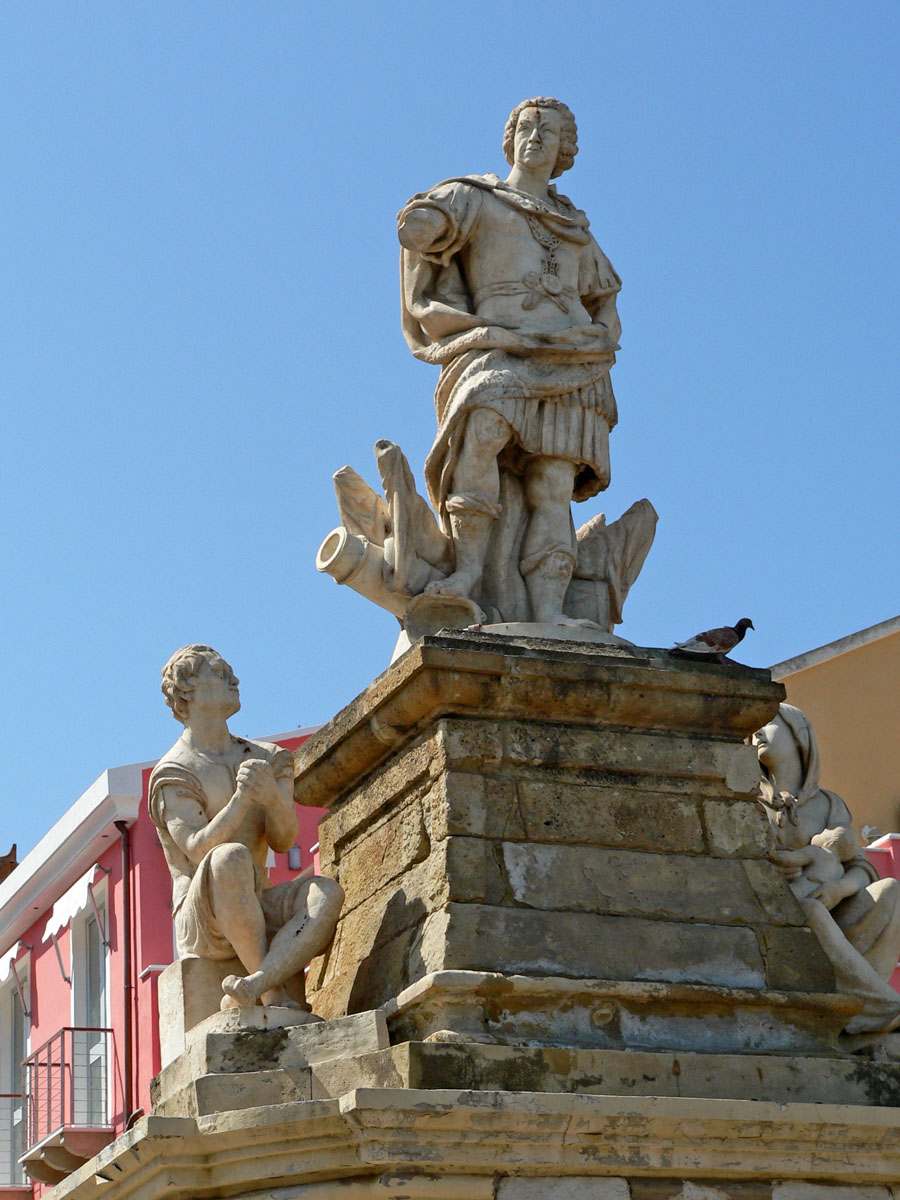
Statua di Carlo Emanuele III a Carloforte

Nel 1737 fu chiesto al re di Sardegna Carlo Emanuele III di permettere l'insediamento di alcune centinaia di tabarchini in una delle isole adiacenti alla Sardegna.

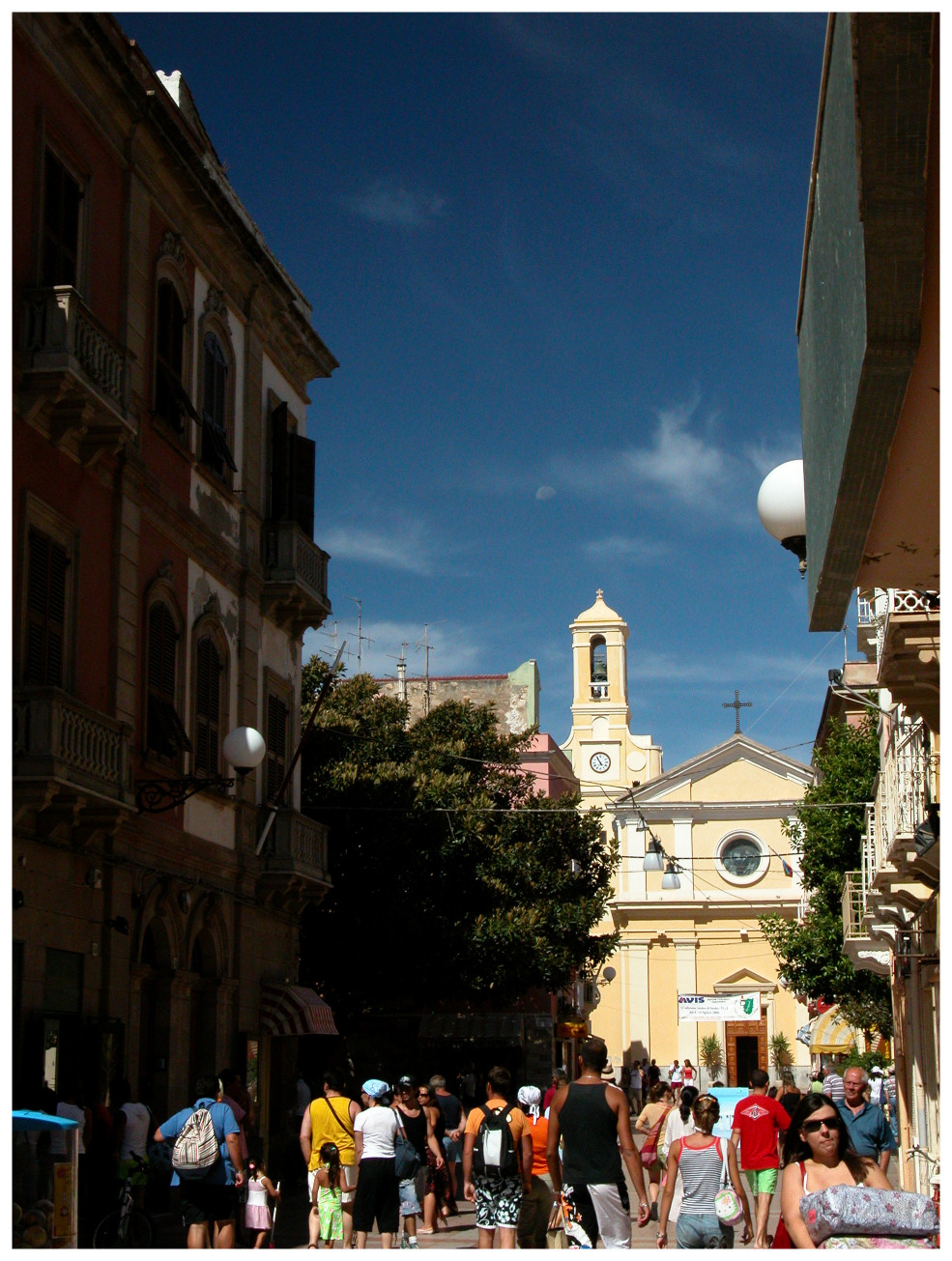
Il centro di Carloforte con la chiesa di san Carlo Borromeo

Il re, interessato a colonizzare le terre di Sardegna non ancora abitate, concesse loro l' "isola degli Sparvieri", oggi chiamata isola di San Pietro, nella Sardegna sud-occidentale, allora deserta e saltuariamente utilizzata come base dai pirati barbareschi per le loro scorrerie. Il 17 ottobre 1737 tra il nobile don Bernardo Genoves y Cervillon, marchese della guardia, il conte Botton de Castellamont, intendente generale dell'isola e Agostino Tagliafico, rappresentante dei tabarchini, venne stipulato l'atto di infeudazione dell'isola di San Pietro stabilendo che la cittadina che si stava per fondare come capoluogo dell'isola sarebbe stata chiamata Carloforte in onore del re. Il 17 aprile 1738 con un primo esodo pianificato quasi cinquecento tabarchini approdarono sull'isola di San Pietro. Il viceré di Sardegna inviò sull'isola un presidio militare per difendere i nuovi coloni dai pirati barbareschi.
I primi periodi della colonizzazione furono durissimi per la presenza di aree paludose ed insalubri, causa di epidemie tra la popolazione; in seguito il territorio fu bonificato e la nuova colonia poté consolidarsi e svilupparsi: a Carloforte i tabarchini non si dedicavano solo alla tradizionale raccolta del corallo, ma anche alla pesca del tonno, alla produzione del sale, all'agricoltura e divennero anche valenti maestri d'ascia. Superate le prime difficoltà la comunità di Carloforte richiamò a sé numerosi nuovi immigrati dalla Liguria, in particolare ancora da Pegli e dal ponente genovese, ma anche da altri centri della Riviera ligure e in seguito anche dalla Campania.

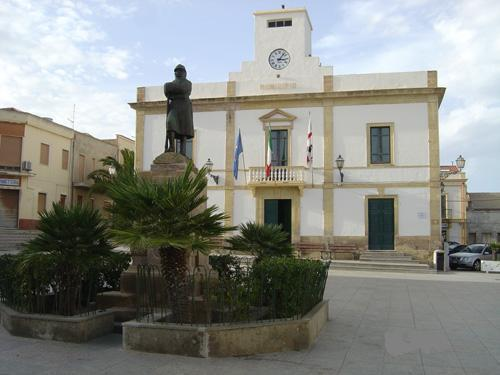
Calasetta, piazza Belly, intitolata ad uno dei progettisti della cittadina

Dopo questo primo esodo i Lomellini avviarono trattative per vendere Tabarca prima alla Spagna e poi alla Compagnia francese d'Africa, ma prima che fosse raggiunto un accordo con i francesi, nel 1741 il Bey di Tunisi invase l'isola e fece prigionieri gli abitanti rimasti, riducendoli in schiavitù. Essi dopo lunghe trattative vennero riscattati per l'interessamento di Carlo Emanuele III, del papa Benedetto XIV e di Carlo III di Spagna, con il contributo di molti nobili europei. Quasi tutti gli schiavi liberati raggiunsero Carloforte; un ultimo gruppo di tabarchini si insediò nel 1770 sull'isola di Sant'Antioco, vicino a quella di San Pietro, fondando il paese di Calasetta.

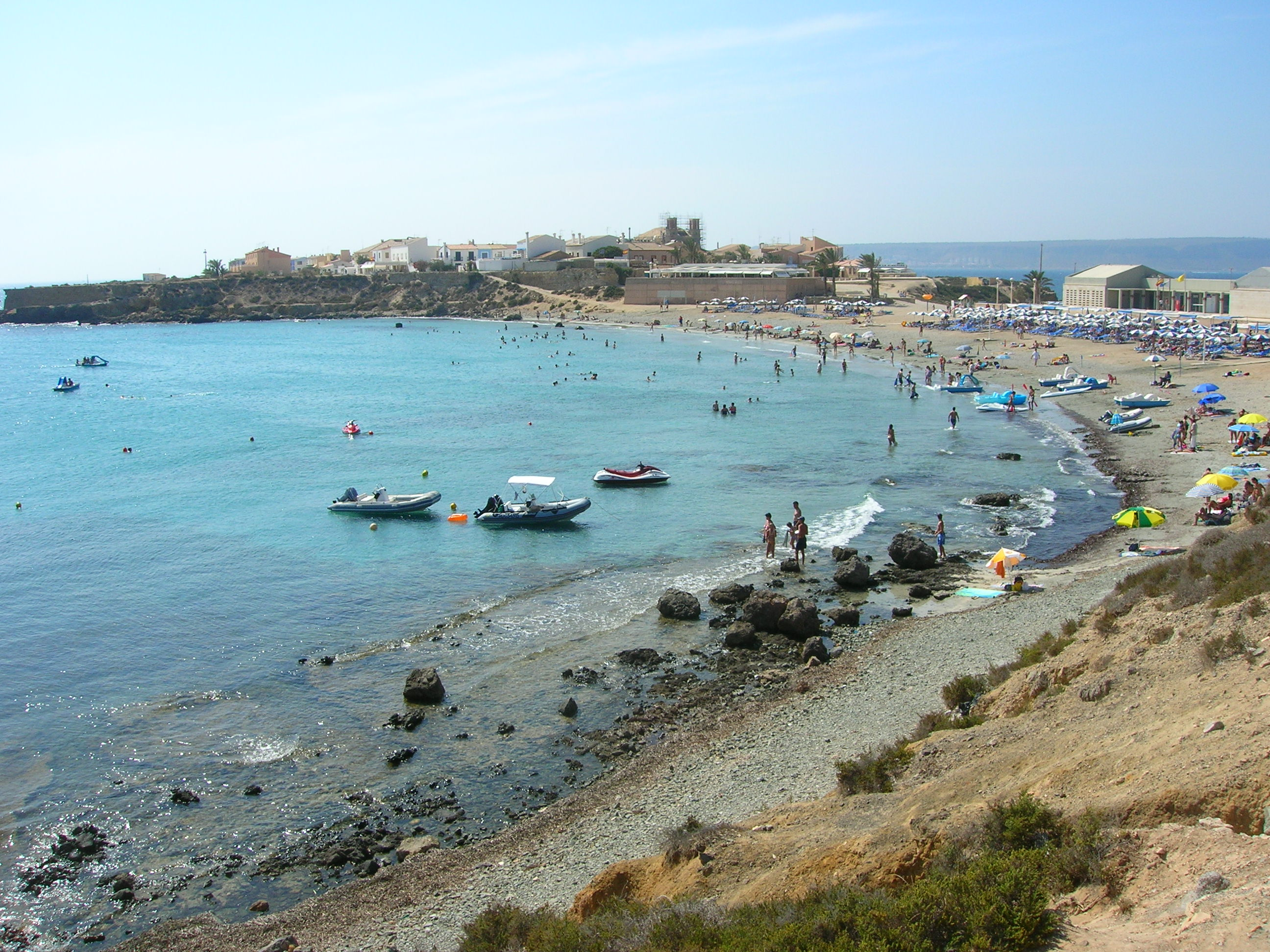
Veduta di Nueva Tabarca

Parte dei tabarchini liberati si insediò nel 1768 sulla piccola isola spagnola di San Pablo, al largo di Alicante, dove fondarono il centro di Nueva Tabarca. Diversamente da Carloforte e Calasetta quest'ultima non mantenne però i contatti con Genova e perse le sue tradizioni, integrandosi completamente nell'orbita culturale e linguistica spagnola.
Tra il 2 gennaio e il 24 maggio 1793 la Francia occupò l'isola di San Pietro per farne una base navale. I carlofortini non contrastarono l'invasione francese, anzi accolsero con entusiasmo i francesi, ma i sardi organizzarono una tenace resistenza e respinsero il tentativo di invasione finché non intervenne la flotta spagnola che liberò definitivamente l'isola.
Tra il 2 e il 3 settembre 1798 Carloforte subì un'improvvisa incursione barbaresca, ancora una volta organizzata dal bey di Tunisi, al termine della quale si contarono circa ottocento prigionieri, che vennero riscattati solo nel 1803 per intervento delle maggiori potenze europee dell'epoca, in primo luogo del re di Sardegna Vittorio Emanuele I, che destinò allo scopo 360.000 lire.

## Caratteristiche della comunità tabarchina
Complessivamente, la popolazione tabarchina residente in Sardegna è di circa 9.350 abitanti risiedenti nei comuni di Carloforte e Calasetta.
La specificità delle attività economiche svolte dalla comunità tabarchina, legate soprattutto al mare, e l'insularità dei due centri, non ne hanno favorito la piena integrazione con il retroterra sardo, mentre sono rimasti forti i legami con il capoluogo ligure.
I tabarchini di Carloforte e Calasetta hanno quindi mantenuto integra la loro identità culturale sia nelle usanze che nella lingua: il dialetto di queste due località, il cosiddetto tabarchino.
Nel 2004 Carloforte è stato riconosciuto come comune onorario dalla provincia di Genova in virtù dei legami storici, economici e culturali con Genova ed in particolare con Pegli, luogo di origine dell'emigrazione. Nel 2006 questo riconoscimento è stato esteso anche alla vicina città di Calasetta.

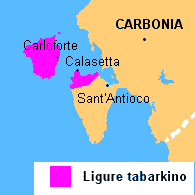
Area di diffusione del dialetto tabarchino

## Dialetto
Il tabarchino, parlato da circa 9.000 persone nei comuni di Carloforte e Calasetta, è un dialetto di tipo ligure in un territorio linguisticamente sardo. Si stima che altre 5.000 persone nelle aree limitrofe del Sulcis e dell'Iglesiente conservino l'uso del tabarchino a livello familiare.
Secondo dati riferiti al 1998, il tabarchino, grazie anche al forte senso di appartenenza alla comunità, è correntemente parlato dall'87% degli abitanti di Carloforte e dal 65% di quelli di Calasetta. Un'indagine del 2007 riferita alla sola Carloforte conferma sostanzialmente questo dato, che trova riscontro anche tra la popolazione di età inferiore ai 35 anni.
Esistono alcune differenze tra il tabarchino parlato a Carloforte e quello di Calasetta: quest'ultimo infatti, per la contiguità culturale con la popolazione sarda, ha acquisito in misura maggiore termini linguistici sardi, legati soprattutto all'agricoltura, mentre quello di Carloforte si è mantenuto più aderente all'antico dialetto pegliese originario.
In generale però il sardo non è diffuso nelle due comunità, e i sardi che si trasferiscono a Carloforte e Calasetta tendono ad apprendere per lo più il tabarchino.

## Archivio Ràixe: spazi digitali per la cultura tabarchina
Ràixe ("Spazi digitali per la cultura tabarchina") è l'archivio digitale e installazione museale per la cultura tabarchina sito in Calasetta in Via Umberto 61 dal 2019. Pannelli, cartine, foto, video, personaggi, interviste, elenchi bibliografici e materiali d'archivio sono a disposizione dei visitatori.